# Goseck
Goseck – miejscowość i gmina w Niemczech, w kraju związkowym Saksonia-Anhalt, w powiecie Burgenland, wchodzi w skład gminy związkowej Unstruttal.
W Goseck w 1991 odkryto dzięki analizie zdjęć lotniczych najstarsze znane obserwatorium słoneczne w Europie.

## Zabytki
- renesansowy zamek;
- neolityczne obserwatorium słoneczne[2].